# 小幡績
小幡 績（おばた せき、1967年 - ）は、日本の経済学者・投資家。専門は企業金融、行動ファイナンス、政治経済学。慶應義塾大学大学院経営管理研究科教授。Ph.D.（ハーバード大学、2001年）。

## 略歴
- 1967年、千葉県生まれ
- 千葉大学教育学部附属小学校卒業[2]
- 千葉大学教育学部附属中学校卒業[2]
- 東京学芸大学教育学部附属高等学校卒業
- 2年浪人
- 1992年、東京大学経済学部卒業（首席）、大蔵省入省、関税局配属[3]
- 1996年、主税局調査課企画第一係長[4][5]
- 1999年、退職
- 2000年、国際通貨基金 (IMF) サマーインターン
- 2001年、ハーバード大学経済学博士 (Ph.D. Economics)。学位論文「Governance across organizations」[6]
- 2001年 - 2003年、一橋大学経済研究所専任講師
- 2003年 - 慶應義塾大学大学院経営管理研究科（慶應ビジネススクール）准教授
- 2023年 - 慶應義塾大学大学院経営管理研究科 教授

### 委員等
- 2011年-2012年　金融庁金融審議会「我が国金融業の中長期的な在り方に関するワーキング・グループ」メンバー[7]
- 2014年4月21日 - 年金積立金管理運用独立行政法人 (GPIF) の運用委員を退任[8]

## 主張
- 量的緩和をすればするほど、金融商品は値上がりし、実物市場のフロー・実需は減り、実体経済の景気は悪くなると主張している[9]。
- 期待に働きかけるインフレターゲット政策は、金融資産市場では資産価格を動かす可能性はあるが、財市場には影響しない。したがって、リフレ政策ではインフレはもちろん、インフレ期待も起こせないのであると述べている[10]。
- 期待に働きかける日銀の政策は、インフレ期待を上げることによって投資行動が変わり、それが実際にインフレをもたらすという経路を期待している。それは理論的にはありうるが、日本では起こりえない。国内物価の決め手は賃金であるため期待名目金利は上昇するが、インフレ率自体は動かないからだと分析している[11]。
- アベノミクス批判あるいは支持は、政治的な論争にすぎない。我々経済学者とは関係がないだけでなく、経済学に対する不信を招き、本来行うべき経済学の論争の機会を失ってしまっている。こうした形だけの経済政策論争は、政治的な論争、さらに悪いことに、似非経済学者の売名行為、社会的地位獲得のための争いとなってしまう。これらは、アベノミクスがもたらした経済政策アリーナにおける最大の罪である。実質的にわれわれが議論すべきは、金融政策・クロダノミクスである[12]。
- 世界の経済構造変化の中で、物価は上昇しなくなり、低金利は永続し、経済は成長せず、技術革新が起きたとしても、実質的な経済厚生の改善はあっても、名目で経済が拡大することはない、という現実を認めなくてはならない。誠実なエコノミストとして、政策では経済を拡大できない、拡大しない経済の中で、経済厚生を高め、人々の生活を豊かにしていく方法を提言していくべきとと主張している。[13]。
- 2015年7月時点（4-6月期のGDPは年率-1.2%[14]）で「景気が良すぎる」と主張[15]しており、2015年12月時点（11月の家計支出は3ヶ月連続のマイナスとなる前年同月比-2.9%[16]）で、消費税を上げるのは「経済を立て直すため」と主張している[17]。
- 北神圭朗と財務省同期であり、財政再建派の一人[18][19]。
- 2011年8月時点では「2013年に日本国債の売りが仕掛けられる」「財務省的に財政再建に多少舵をきるのは、実はプラス」「野田さんは財務省のいいなりにはならない」「日本銀行総裁またはナンバー2は財務省のドンの方が財務省の影響力を抑制しやすい」と述べている[20]。日銀の人事に関しては、いわゆる財務省日銀のたすきがけ人事の存在を強く否定している[21]。
- リーマンショックで変更になった「時価評価をしなくていい」というルールなどの影響で国内の金融機関は国債を損切りしないと踏んでおり、新規市場で国債を買う投資家を維持するために国債の発行を減らすことができれば好転するとみている[22]。
- リフレーション政策の批判で知られ、リフレ政策については、日本は企業間競争が激しくインフレーションになりにくい社会であるから無理に紙幣を増刷すると資産バブルが発生し、国債価格を下落させる引き金になると考えている[23]。また「インフレはモノの値段が上がって困るだけ[24]」「1ドル80円がたとえば100円になったとすると輸入インフレ率は2.5%、インフレ率は3%程度になるかもしれない[25]」と述べている。
- 2011年8月の時点では「日銀の量的緩和は世界の最先端であり米国も追随したが、投資家にとっては株・債券の買い支えになっても米国の雇用には結びついていない。」「先進国の政府は前向きにできることはほとんどない。唯一（やり方を工夫した上での）増税ぐらい。」「欧州や米国は新興国需要をとりいれて株価が上がっているが、その中で日本だけ下がっているのはAppleのようなスキームがないから」「ユーロやドルが安くなっているのは、日本はこれ以上悪くなりようがないのでリスク資産にならないから」「ユーロやドルは（豪州などより）成長力が低いので通貨が安くなる」と述べている[26]。
- 株価の水準は何事も表していないし、毎日の反応自体も、実体や情報とは何の関係もなく、株価は何の意味もないと述べている[27]。
- 1ドル85円であった2012年12月時点において「これ以上の（円安への）動きは危険だ」と語っている[28]。
- 2014年7月の時点において、日本銀行総裁である黒田東彦の代弁をするという文体で「（これまで日本経済の問題は需要の問題だと思われていたが）今、需要超過となり、需要の問題はなくなった。」と述べている[29]。9月には、景気下ぶれ[30][31]リスクが意識される中「景気は、まだ悪いと言うよりは良い」と明言している[32]。
- 1990年代の日本経済の低迷は、住宅金融専門会社が悪者扱いされ大蔵省主導での税金投入が出来なくなってしまったことと自由民主党の議員が東京、大阪、名古屋以外に公共事業をばら撒いたことが原因とみている[33]。
- 民主党のばら撒きは現金が中心であるため効率的だったが、財政が厳しくばら撒きが十分実現しなかったことは幸いだったと考えている[33]。
- 安倍晋三の経済政策であるアベノミクスについて「日本の経済に必要なのは構造改革である」「財政政策・金融政策で解決するものではない」と述べている[34][35]。
- 「政治家たちは必ず経済政策を誤る」「経済学者は嫌いだ」と政治家・経済学者の双方に否定的である[36]。
- 著書「リフレはヤバい」（ディスカバリー携書）では、アベノミクスは国債暴落、ハイパーインフレの危険があると指摘、特に20代以下の若い世代が購買力の低下により苦しむと主張。
- 金融政策で賃金を上げるのは不可能であると述べている[37]。
- アメリカはこれまでの利上げ、出口戦略を着実に進めてきた。量的緩和も終了し、金融政策の正常化が終了していた。その一方で、日本は過剰な景気対策で景気が過熱したにもかかわらず、デフレ懸念・物価のモメンタムが損なわれる懸念といった無駄な概念に縛られ、金融緩和の出口に向かえなかった。このまま景気後退の局面が来てしまったら、日銀は何もできなくなるという見通しを述べている[38]。

### 人物評
- リフレ派を批判[39]しているが、伊藤隆敏を評して「これほどまっとうに積極的な金融緩和を主張している論者はいない」と例外的に賞賛している[40]。
- 日銀総裁に就任した黒田東彦に対しては、財務省主税局の総務課長だった時代に自身の学生時代の「恋愛の経済学」という論文を高く評価してくれたことへの感謝を述べている[41]。
- 野田佳彦に関しては、「社会保障改革を地道にやり、消費税を上げただけで、面白くもなんともない政策」を打ち出すような政治姿勢を持つため、ダウンサイドリスクを最小化するとみている[42]。

- 競馬が好きである。東洋経済オンラインでは、競馬をこよなく愛するエコノミストとしてコラムの記事を書いている[43]。

## 著書

### 単著
- 『ネット株の心理学』毎日コミュニケーションズ〈Mycom新書〉、2006年6月。ISBN 4839920796。
- 『すべての経済はバブルに通じる』光文社〈光文社新書〉、2008年8月。ISBN 9784334034665。
- 『リフレはヤバい』ディスカヴァー・トゥエンティワン〈ディスカヴァー携書〉、2013年1月。ISBN 9784799312933。
- 『ハイブリッド・バブル』ダイヤモンド社、2013年5月。ISBN 4478024359。
- 『成長戦略のまやかし』PHP研究所〈PHP新書〉、2013年8月。ISBN 9784569814711。
- 『やわらかな雇用成長戦略』角川書店〈角川oneテーマ21〉、2013年10月。ISBN 4041105730。
- 『ＧＰＩＦ　世界最大の機関投資家』東洋経済新報社、2014年7月。ISBN 4492396063。
- 『円高・デフレが日本を救う』ディスカヴァー・トゥエンティワン〈ディスカヴァー携書〉、2015年1月。ISBN 4799316354。
- 『アフターバブル──近代資本主義は延命できるか』東洋経済新報社、2020年9月。ISBN 4492396535。

### 共著
- 岩崎博充、小澤善哉、鈴木雅光、藤根靖晃、宮尾攻『株式投資 最強のサバイバル理論』洋泉社〈Yosensha paperbacks〉、2006年10月。ISBN 4862480853。
- 小宮一慶、田岡俊次、竹森俊平、田中宇、中岡望、ビル・トッテン、東谷暁、三國陽夫 ほか『米金融危機、日本の活路はどこにある!?』洋泉社〈洋泉社MOOK〉、2008年12月。ISBN 4862483542。
- 有馬晴海、島田裕巳、武田邦彦、坂東眞理子、三浦展、森達也、和田秀樹『日本一早い平成史』ゴマブックス、2009年5月。ISBN 4777113566。
- 高田貴久、田中秀臣、波頭亮、神谷秀樹、村上尚己、安田洋祐、山崎大祐、山崎元 ほか『経済危機「100年に一度」の大嘘』講談社〈講談社BIZ〉、2009年6月。ISBN 4062154870。
- 島田裕巳『下り坂社会を生きる』宝島社〈宝島社新書〉、2009年5月。ISBN 4796675450。
- 有馬晴海、島田裕巳、武田邦彦、坂東眞理子、三浦展、森達也、和田秀樹『ニッポン再建論』廣済堂出版〈廣済堂新書〉、2011年2月。ISBN 4334035051。
- 池田信夫、小黒一正、澤昭裕、村上憲郎『3・11後　日本経済はこうなる！』朝日新聞出版〈朝日新書〉、2011年6月。ISBN 4022734035。
- 萱野稔人、北野一、神保哲生、高橋洋一、野口悠紀雄、宮台真司『経済政策の射程と限界(神保・宮台マル激トーク・オン・デマンドVol.10)』扶桑社〈激TALK ON DEMAND〉、2013年5月。ISBN 459406809X。

## 出演
- ニュース解説 眼（司会）